# Hutbuche bei Frauenroth

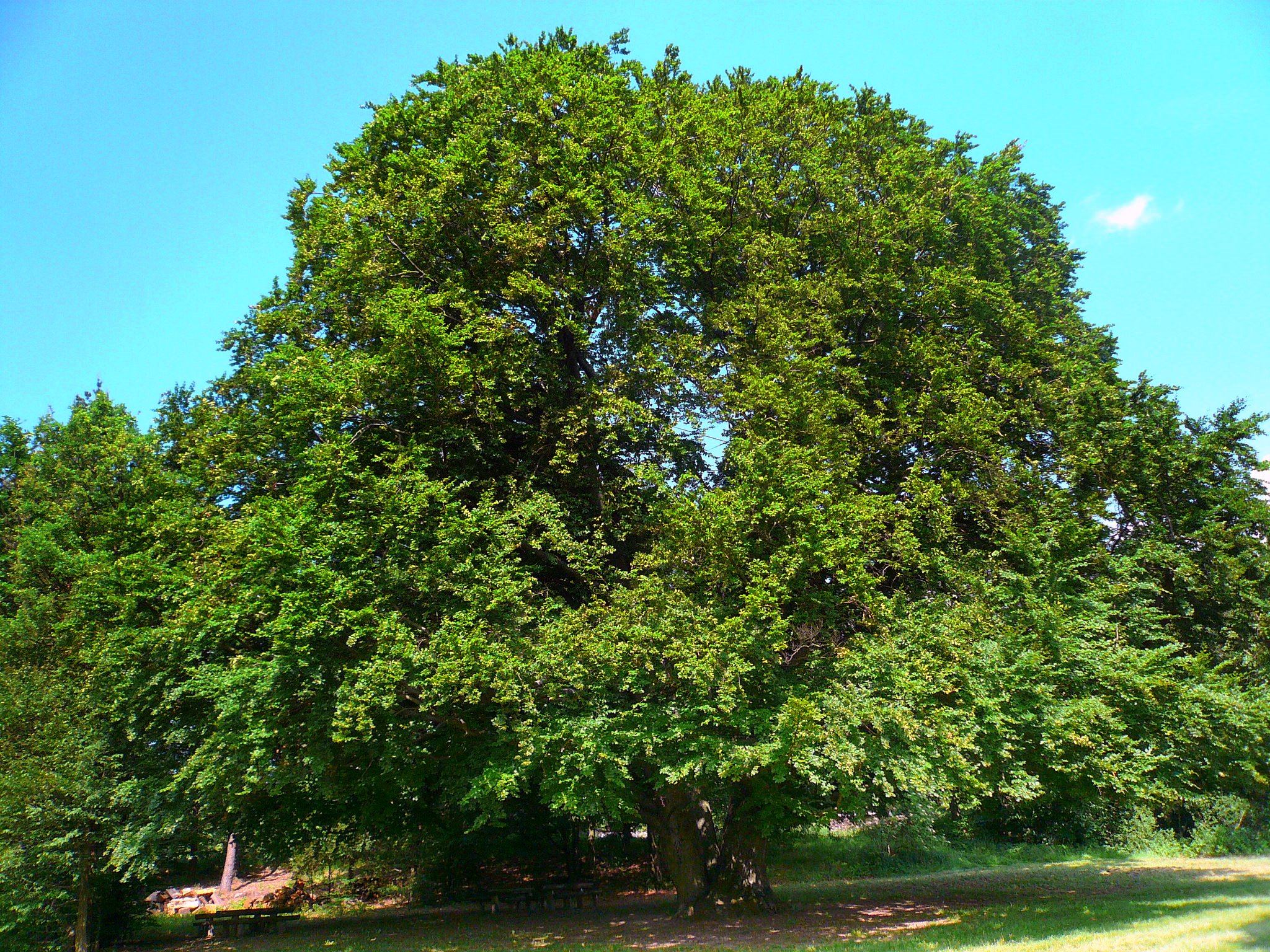
Hutbuche bei Frauenroth, 2007

Die Hutbuche bei Frauenroth stand bis Januar 2017 am Ortsrand von Frauenroth, einem Ortsteil von Burkardroth, im Landkreis Bad Kissingen in der bayerischen Rhön. Die Rotbuche (Fagus sylvatica) befand sich etwa 50 Meter östlich des Friedhofs am Waldrand auf etwa 410 Meter über Normalnull. Sie war seit dem 24. März 1971 als Naturdenkmal bei der Unteren Naturschutzbehörde des Landkreises Bad Kissingen mit der Nummer 672-N/030 und der Bezeichnung Hutbuche gelistet und war im Besitz der Gemeinde. Unter der Hutbuche findet jeweils am ersten Augustsonntag das weit über die Grenzen des Ortes hinaus bekannte Hutbuchenfest statt.

## Beschreibung

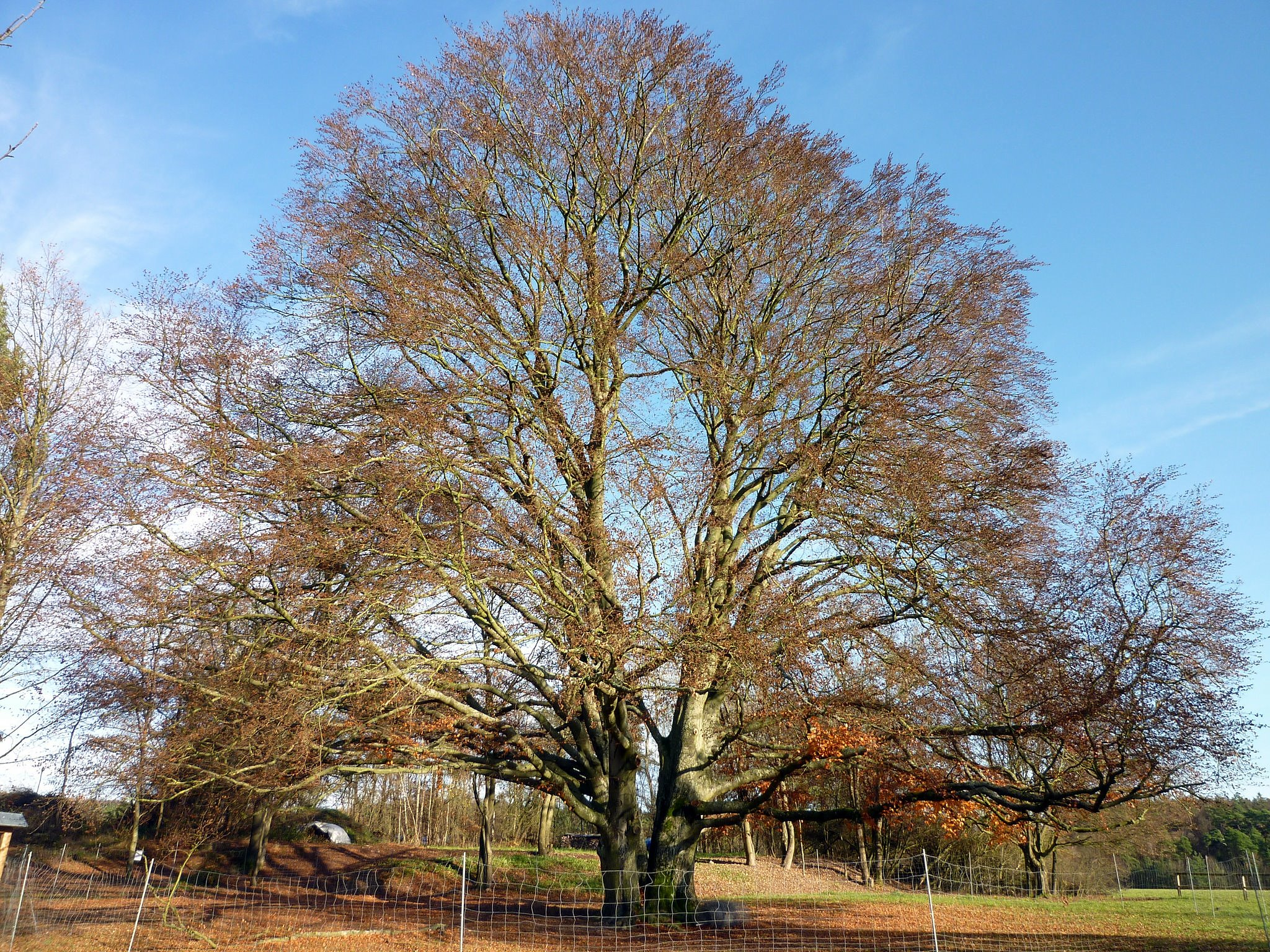
Hutbuche bei Frauenroth, 2009

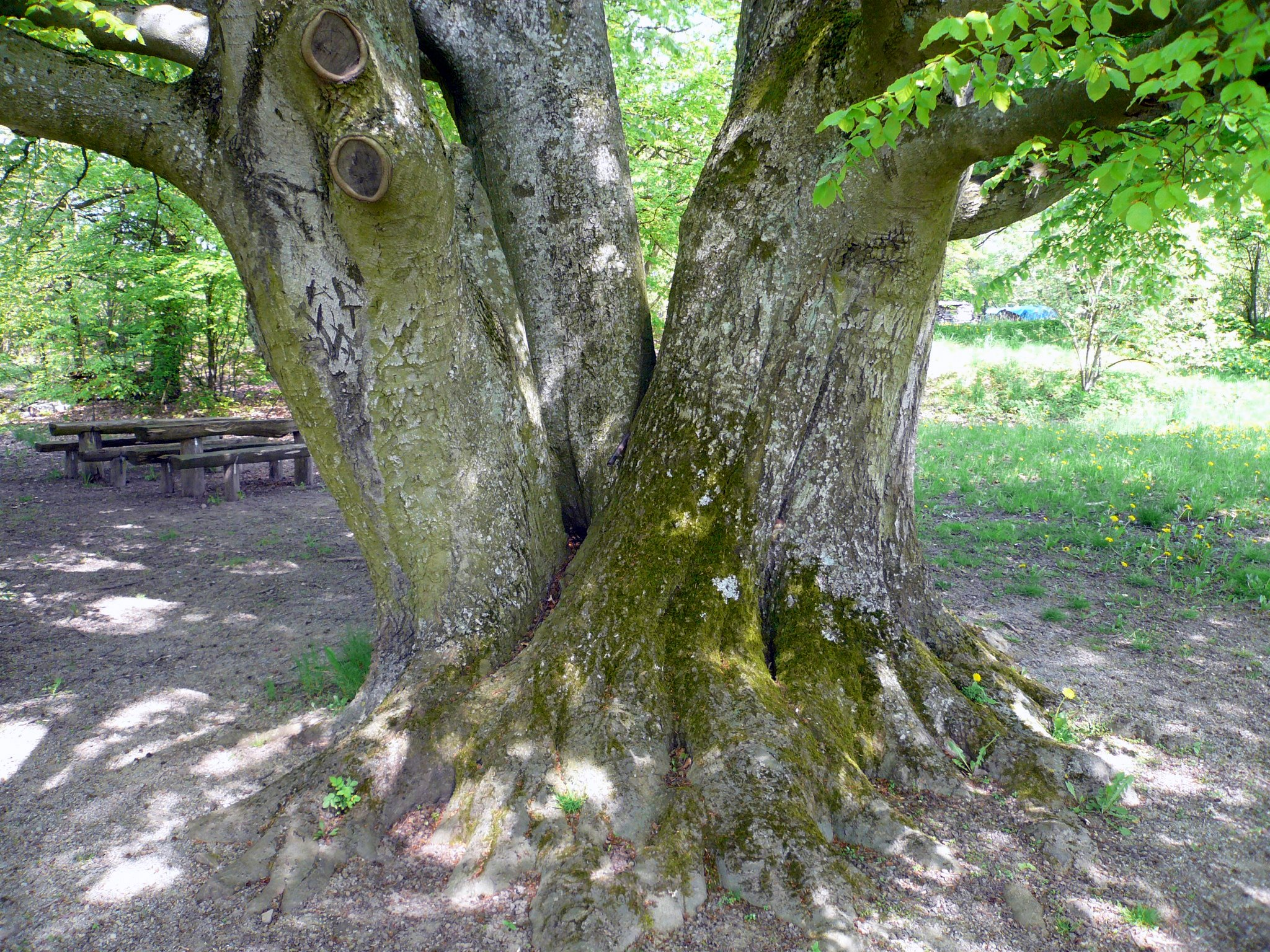
Stammbereich der Hutbuche, 2008

Das Alter der Buche wurde mit etwa 350 Jahren angegeben. Eine andere Quelle rechnete der Buche ein Alter von etwa 250 Jahren zu.
Die Buche hatte eine Drillingsform mit drei zusammengewachsenen Kernwüchsen. Diese Wuchsform war wohl darauf zurückzuführen, dass in der Rhön früher immer drei Pflanzen zusammen gesetzt wurden. Tiere fraßen meistens die äußeren ab und der Leittrieb in der Mitte hatte so eine größere Chance, durchzukommen. Bei dieser Buche hatten alle drei Triebe überlebt und waren im Kernwurzelbereich miteinander verwachsen. 1993 wurden im Traufbereich der Buche mehrere Picknickbänke und -tische aufgestellt; eine Fläche von etwa acht Meter Durchmesser um den Stammbereich wurde geschottert. Die große Krone der Buche wurde im Frühjahr 1997 mit einer Kronensicherung aus mehreren Sicherungsankern versehen. Am 28. Mai 1998 brach ein starker bodennaher Seitenast heraus. Die offene Bruchstelle wurde versorgt; die ansonsten völlig harmonische Krone wies auf dieser Seite eine Einbuchtung auf.
In etwa einem Meter Höhe lösten sich die drei miteinander verwachsenen Stammteile in einzelne, schräg nach oben strebende Stämme auf. Sie hatten im Jahre 2008 an der Stelle des geringsten Durchmessers zusammen einen Umfang von 4,00, 3,11 und 2,62 Meter. 1990 wies der Gesamtstamm in 1,3 Meter Höhe einen Umfang von 6,80 Meter auf. Im Jahre 1992 war der Umfang an der Stelle des geringsten Durchmessers 6,32 und 2010 7,04 Meter. In einem Meter Höhe hatte der Stamm im Jahre 2010 einen Umfang von 7,17 Meter. Die Krone hatte etwa eine Höhe von 23 Meter und 26 Meter Durchmesser.
Nachdem im Juli 2009 ein dicker Ast abgebrochen war, wurde am Baum ein Befall von Austernpilzen, Feuerschwämmen und Hallimasch festgestellt; Experten vermuteten, dass der Stamm ausgehöhlt war. Daher wurde die bestehende Kronensicherung um zwei Dreieckverbünde erweitert, die den Baum am Auseinanderbrechen hindern sollen. Die Buche wurde wegen der Bruchgefahr von weiteren Ästen mit einem Forstschutzzaun versehen. Im Mai 2012 wurde der Forstschutzzaun durch einen Holzzaun ersetzt.
Am 13. Januar 2017 wurde die Hutbuche, möglicherweise wegen des über Bayern ziehenden Sturmtiefs „Egon“, entwurzelt.